# ピーウィーのビッグ・ホリデー
『ピーウィーのビッグ・ホリデー』（原題:Pee-wee's Big Holiday）は2016年に配信されたアメリカ合衆国のコメディ映画である。監督はジョン・リー、主演はポール・ルーベンスが務めた。

## 概略
架空の田舎町、フェアヴィル。ピーウィー・ハーマンは同地のレストランのコックとして働いていた。その腕前は確かなもので、地元住民たちに愛されていた。そんなある日、ピーウィーは町にやって来た俳優、ジョー・マンガニエロと出会い、あっという間に意気投合した。マンガニエロは「ニューヨークで開かれる俺の誕生日パーティーに是非出席してくれ」とピーウィーに言った。ピーウィーはフェアヴィルから一回も外に出たことがなかったため、ただただ困惑した。しかし、友人の頼みを断るわけにもいかず、覚悟を決めてニューヨークへと旅立つことにした。道中、ピーウィーは次々と変人と出くわすが、彼らとの出会いを通して自分の人生を見つめ直すのだった。

## キャスト
※括弧内は日本語吹替
- ポール・ルーベンス - ピーウィー・ハーマン（島田敏）
- ジョー・マンガニエロ - 本人（東地宏樹）
- ジェシカ・ポリ - ペッパー（斉藤貴美子）
- アリア・ショウカット - ベラ（佐古真弓）
- ステファニー・ベアトリス - そばかすのある女（品田美穂）
- ブラッド・ウィリアム・ヘンケ - ダニエルズ
- ハル・ランドン・Jr - ブラウン
- ダイアン・サリンジャー - ペニー・キング（入江純）
- パトリック・イーガン - ゴードン（遠藤純一）
- タラ・バック - ビヴァリー
- リチャード・リール - ダン
- レオ・フィッツパトリック - エイブ
- クリストファー・ハイアーダール - エゼキエル
- チャールズ・ロビンソン - 警察署長
- ジョーダン・ブラック - ユル
- モニカ・ホラン - ルビー
- ブライアン・パレルモ - マーヴィン
- ジョシュ・マイヤーズ - シルヴェスター
- ポール・ラスト - アーニー
- ロバート・R・シェイファー - 作業員
- ダリン・デウィット・ヘンソン - 警察官
- フランク・コリソン - クレイ
- リン・マリー・スチュワート - ジミー
- カレン・マルヤマ - 旅行者
- リンジー・ホリスター - ペギー・ブラウン
- クーパー・ハッカビー - 宗教家
- ダリル・スティーヴンス - レネ
- アンソニー・アラービー - レーン
- ソーニャ・エディ - ワンダ
- デヴィッド・アークエット - DJ
- ニコール・サリヴァン - シェリー
- ジャニナ・ガヴァンカー - パーティーの客
- ティア・アンドリュース - 本人
- ジョン・パラゴン - カメラマン
- キャサリン・ヴァンダーリンデン - エミリー
- ディオンヌ・ギプソン - ブルック（吉田麻実）
- その他の日本語吹き替え：あべそういち／佐久間元輝／片山加奈／花藤蓮／魚建／菊地達弘／臼木健士朗／三木美／宮本淳／祐仙勇／大泊貴揮

日本語版スタッフ：演出：打越領一、翻訳：徳植雅子、歌唱演出：市之瀬洋一、制作：ACクリエイト

## 製作
ポール・ルーベンスは人気絶頂の1991年に逮捕され、その後キャリアが伸び悩んだ。再起を図るべく、ルーベンスはピーウィー・ハーマンを主人公にした映画を製作する意欲を度々語っていた。2007年1月のインタビューで、ルーベンスは『Pee-wee's Playhouse: The Movie』というタイトルの脚本が完成しており、『ピーウィーのプレイハウス』のキャラクターを勢揃いさせるつもりだという主旨のことを語った。12月のインタビューでは、同作が『オズの魔法使い』や『怪獣島』のようなファンタジー映画になると述べた。2009年1月、ルーベンスは執筆したもう一つの脚本の方を先に映画化する意向を示した。なお、ルーベンスは『ピーウィーの大冒険』（1985年）を監督したティム・バートンに新作映画も監督してくれるよう依頼したり、ジョニー・デップに出演オファーを出したりしたが、両者ともに断ったのだという。
2010年6月30日、ポール・ルーベンスがジャド・アパトーと共同でピーウィー・ハーマンの新作映画の製作に着手したと報じられた。その後、4年以上にわたって続報が途絶えたが、2014年11月のインタビューで、ルーベンスは「準備に時間がかかっているだけで、企画自体は存続している」という主旨のことを述べた。2015年2月24日、Netflixが本作の配信権を獲得したと報じられた。3月11日、タラ・バックが本作に出演することになったとの報道があった。16日、本作の主要撮影が始まった。4月8日、ジョー・マンガニエロの出演が決まったと報じられた。19日、ジェシカ・ポリがキャスト入りした。10月12日、本作で使用される楽曲をマーク・マザースボーが手掛けることになったと報じられた。

## 公開・マーケティング
2016年2月16日、本作のオフィシャル・トレイラーが公開された。3月17日、本作はサウス・バイ・サウスウェストでプレミア上映された。

## 評価
本作は批評家から好意的に評価されている。映画批評集積サイトのRotten Tomatoesには46件のレビューがあり、批評家支持率は80%、平均点は10点満点で6.9点となっている。サイト側による批評家の見解の要約は「シンプルなストーリーはやや笑いどころが足りないように思えるが、とち狂いぶりが心地よいので、ピーウィー・ハーマンのファンであれば楽しめる作品である。」となっている。また、Metacriticには19件のレビューがあり、加重平均値は63/100となっている。